# 枣林乡 (吕梁市)
枣林乡，是中华人民共和国山西省吕梁市离石区下辖的一个乡镇级行政单位。

## 行政区划
枣林乡下辖以下地区：
枣林村、马家塔村、十里村、贺家畔村、陶家庄村、石桥村、梁家岔村、山底沟村、柳树局村、刘家舍科村、闫家峁村、结绳焉村、彩家庄村、三山集村、白家峁村、任家山村、椿树峁村、场焉村、孙家峁村、霍家塔村、袁家坡底村和彩树局村。